# Martino Rizzotti
Martino Rizzotti (Ginevra, 1946 – Padova, 25 marzo 2002) è stato un biologo e saggista italiano.
Martino Rizzotti è stato uno studioso di biologia evoluzionistica e professore ordinario di biologia all'Università di Padova e uno dei padri fondatori nel 1987 dell'UAAR (Unione degli Atei e degli Agnostici Razionalisti). Ha al suo attivo numerose pubblicazioni scientifiche e importanti contributi di carattere sociologico ed etico a favore della laicità nelle istituzioni e nella vita civile.

## Opere
M.Rizzotti, Il pensiero rimane, Roma, Nessun dogma 2012.
| Controllo di autorità | VIAF (EN) 51861019 · ISNI (EN) 0000 0001 1570 3831 · SBN CFIV113006 · J9U (EN, HE) 987007456913505171 |